# Макроцитоз
Макроцитоз у медицині (макрос, грец. μακρο (великий)) — це термін, який використовується для опису появи неприродно великих червонокрівців (макроцитів), які з’являються в аналізі крові після взяття зразка крові, та середній об’єм еритроцитів (MCV) яких, більше 98 фемтолітрів (fl ). Якщо також наявне недокрів'я, воно називається макроцитарною анемією.
Макроцитоз спостерігається, серед іншого:
• під час лікування дефіцитної анемії (регенеративної),
• у курців,
• у разі цирозу печінки,
• з наявністю алкоголізму, навіть до чотирьох місяців після припинення вживання алкоголю,
• коли є нестача вітаміну B12 або фолієвої кислоти.
У тварин мієлопроліферативні захворювання та котячий лейкоз також, можуть бути причиною макроцитозу. У цуценят макроцитоз, є фізіологічним у перші кілька днів життя.
Макроцитоз може виникнути як артефакт у задавнених або пошкоджених зразках.